# Cagliari (provins)
 For alternative betydninger, se Cagliari (flertydig). (Se også artikler, som begynder med Cagliari)
Provinsen Cagliari (italiensk: 'Provincia di Cagliari') var en provins i regionen Sardinien i Italien. Cagliari var provinsens hovedby.
Der var 554.605 indbyggere ved folketællingen i juli 2006.

## Geografi
Provinsen Cagliari grænser til:
- i nord mod provinserne Nuoro og Ogliastra,
- i øst og syd mod Middelhavet og
- i vest mod provinserne Carbonia-Iglesias og Medio Campidano.

39°13′09″N 9°07′02″Ø / 39.2192°N 9.1172°Ø